# ウジェーヌ・アジェ
ジャン＝ウジェーヌ・アジェ（Jean-Eugène Atget、 1857年2月12日 - 1927年8月4日）は、フランスの写真家。フランス南西部・ヌーヴェル＝アキテーヌ地域圏のジロンド県にあるボルドーの近くの町リブルヌに生まれ、パリ14区にて死去。
20世紀前後のパリの建築物、室内家具など失われる古きパリのイメージを撮影。

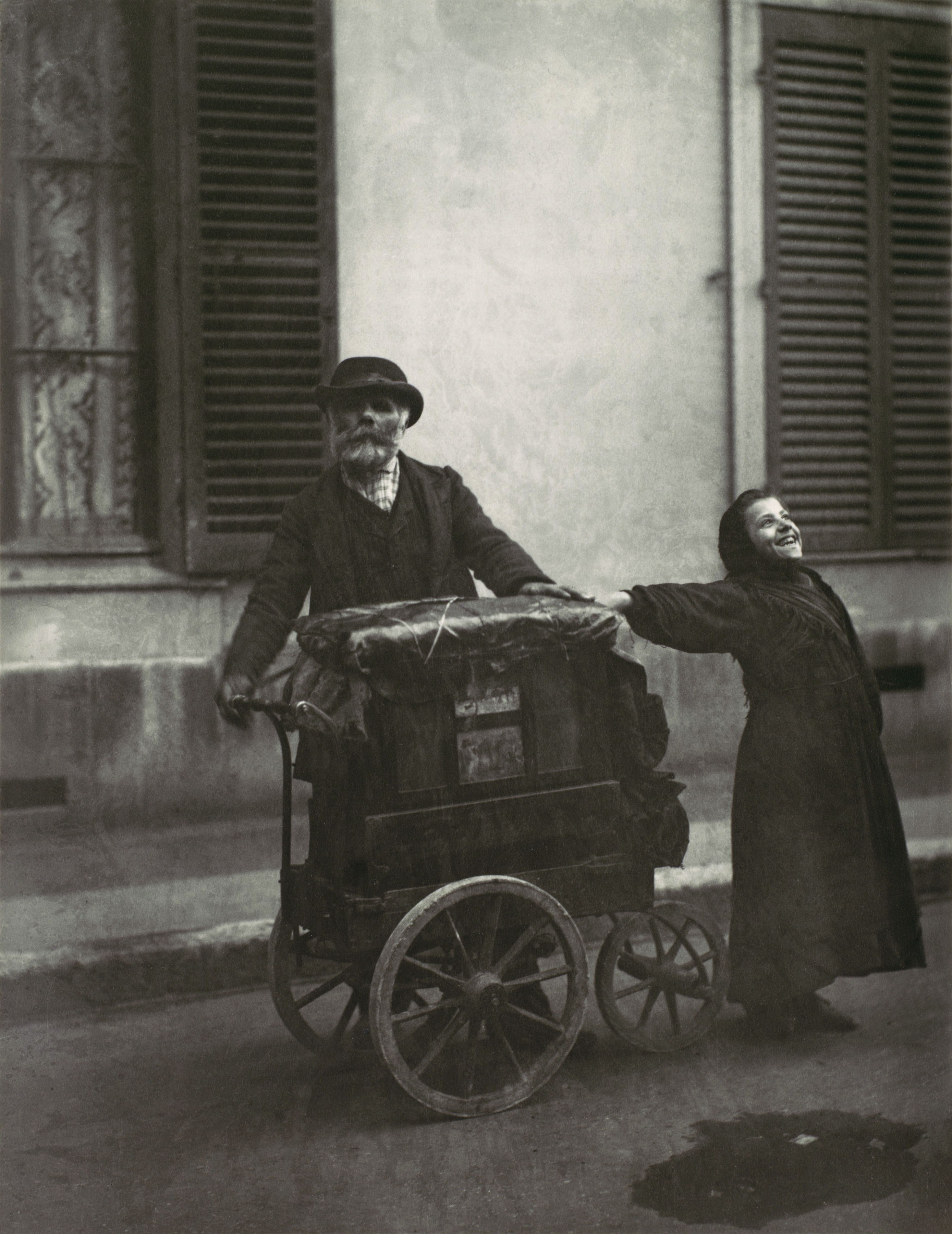
アジェの代表作「オルガン・グラインダー」

## 生涯

### 成人するまで
馬車の大工修理工の長男として生まれた。5、6歳のとき孤児となり叔父に引き取られる。両親が若くして亡くなったため、アジュが5、6歳のとき叔父に引きとられる。おじの都合により彼の出身地であるパリに移り住む。叔父はアジェを司祭職に就かせようと考え、アジェを神学校に通わせ、アジェはギリシア語とラテン語を学んだ。しかし、アジェは神学校を中退し、商船の給仕となってヨーロッパ各地、北アフリカ、南米まで旅する。安定した道を捨てて、下層階級の職業である給仕となった理由はさだかでない。しかし、給仕の職に満足することはできずパリにもどる。

### 俳優生活
次にアジェが選んだのは俳優になることだった。
1878年、アジェは音楽家や俳優を養成する学校のパリのフランス国立高等演劇学校（コンセルヴァトワール）を受験する。しかし失敗。翌年、合格する。兵役のために演劇学校も中退する。俳優になりたいという希望も挫折する。24歳の頃、地方回りの役者になる。
1886年に生涯の伴侶となる女優ヴァランティーヌ・ドラフォス（本名ヴァランティーヌ・コンパニュン）に出会う。彼女には8歳となる息子ヴァランタン・コンパニュンがいた。
1886年より二人は一緒に旅回りを続け、グルノーブル、ディジョン、パリ郊外で公演をする。これらの詳細はヴァランティーヌの記録から知ることができる。しかし、アジェの名前は記録にはない。
1897年～1902年の間、ヴァランティーヌはラ・ロッシュで公演をするが、アジェは1898年に劇団を解雇され一人パリに戻る。
パリに戻ったアジェは画家になろうとする。41歳である。アジェが描いていたのは風景画である。印象派風の木を描いた油絵画が残されている[5]。しばらくして画家への道を断念する。ただ、画家になることを諦めた後も絵を描いている。

### 第1次世界大戦まで
アジェはこの少し前頃から写真を撮り始めた。18x24センチのガラス乾板を使う木製の暗箱カメラで、レンズボードを上下にあおれるものである。当時、パリの有名な建築物や名所を撮って観光客に売る写真家が多くいたが、そのようなものを撮ることはなかった。アジェが最初に手がけたシリーズは路上で商いをする人々の写真である。
パリに最初に住んだ場所はわからない。1899年10月に、死ぬまで住むことになるモンパルナスのカンパーニュ・プルミエール街17番地乙に引越した。
モンパルナスには多くの芸術家が住んでいた。アジェはアパートのドアに手書きの「芸術家の資料(documents pour artistes)」という看板を掲げ、芸術家に写真を売る生活を始めた。画家に成ろうとしていたとき、多くの芸術家が作品の資料となる写真を求めていることを知ったためである。建物を正確に撮ろうとすると、人や馬車が邪魔になるため、初期の路上の物売りシリーズを除いては朝に撮っていた。

## 何を残したか
アジェは41歳のときから30年間に約8000枚の写真を残した。アジェは自分の気持ちの赴くまま写真を撮ったのではない。パリ市歴史図書館などの購入者がおり、テーマを決めて計画的に撮影した。アジェ自身が作成したアルバムは次の7つがある。
1. パリの生活と仕事 146枚 1898年 ～ 1900年
2. パリの乗り物 57枚 1910年
3. パリの屋内: 芸術的、絵画的そして中産階級の 54枚 1910年
4. パリの仕事、店そしてショーウィンドウ 59枚 1912年
5. 古きパリの看板、そして古い店 58枚 1913年
6. パリを囲む城壁跡 56枚 1913年
7. パリの旧軍用地帯の住人の様子とその典型 62枚 1913年～1914年

## 死後の評価
彼の撮影した作品の多くは、死後発掘公表された。

## 日本語の主要参考文献
1. カミーユ・レヒト、"ウジェーヌ・アジェ『写真集』への序 (1930年)"、『図説 写真小史』(ヴァルター・ベンヤミン著)、ちくま学芸文庫、1998年.
2. ヴェルター・ベンヤミン、『図説 写真小史 (1931年)』、ちくま学芸文庫、1998年.
3. ジャン・ルロイ、"アジェ・パリの魔術師 (1973年)"、『ART VIVANT 18号 特集 アジェ』、西武百貨店、1986年.
4. ポール・ヒル、トーマス・クーパー、"マン・レイ"、『写真術 21人の巨匠』、晶文社、1988.
5. 横江文憲、"アジェ -- 巴里という都市のポートレイト"、『写真家の時代2 記憶される都市と時代』(大島洋監修)、洋泉社、1994年.
6. 横江文憲、"ウジェーヌ・アジェ -- 開かれゆく20世紀のパリ"、『ウジェーヌ・アジェ回顧』、東京都写真美術館、1998年.
7. 大島洋、『アジェのパリ』、みすず書房、1998年.
8. 笠原美智子、"アジェの目、アボットの目--モダン・ヴィジョン"、『写真、時代の抗するもの』、青弓社、2002年.
9. 今橋映子、"十九世紀生理学の影--始まりとしてのアジェ"、『＜パリ写真＞の世紀』、白水社、2003年
10. 横江文憲、"古きパリの記録--近代写真の先駆アジェ"、『ヨーロッパの写真史』、白水社、1997年

## 写真集など
- 1979年3月 『アッジェのパリ』朝日新聞社、
- 1991年4月 『写真の巨匠アジェ展　ユトリロ、藤田嗣治、マン・レイも魅せられた消えゆくパリの記録』PPS通信社、ISBN 4938635356
- 1993年11月 『アッジェ/巴黎』リブロポート、ISBN 4845708418
- 1998年9月 『ウジェーヌ・アジェ回顧』淡交社、ISBN 447301620X
- 2002年9月 アンドレアス・クラーゼ著『ウジェーヌ・アジェのパリ』タッシェン・ジャパン、ISBN 4887830602
- 2004年2月 ジョン・シャーカフスキー解説『ウジェーヌ・アジェ写真集』岩波書店、ISBN 4000082132